# Saxifraga omphalodifolia
Saxifraga omphalodifolia là một loài thực vật có hoa trong họ Saxifragaceae. Loài này được Hand.-Mazz. miêu tả khoa học đầu tiên năm 1920.